# 109879 Letelier
109879 Letelier è un asteroide della fascia principale. Scoperto nel 2001, presenta un'orbita caratterizzata da un semiasse maggiore pari a 2,4894632 UA e da un'eccentricità di 0,2123732, inclinata di 5,78131° rispetto all'eclittica.